# 桂林山水传说
桂林山水的传说是桂林山水文化的一部分，有时一处景致有三至四个传说，有的传说之间大相逕庭；桂林山水的文化一代又一代地传承着，传承着的文化也势必将“桂林山水甲天下”的“招牌”延续下去。

## 试剑还珠
说的是伏波山旁伏波潭水晶宫里老龙王和他放在芦笛岩中龙珠的传说。涉及到了酒壶山、南溪山、浮鹅洲、还珠洞。

## 芦笛藏宝
嫦娥将珍宝化成芦笛岩钟乳石的传说。涉及到了雄狮送客、芦笛岩。

## 神象叛主
雉妖、大象和嫦娥之间的传说。涉及到了七星岩、象山、象山上的宝塔、雉山。

## 望夫石
好心肠的夫妇的故事。 涉及到了黄牛峡、斗米滩、仙人石、望夫石。

## 西山今昔
观音和三位仙姑、嫦娥降妖的传说。涉及到了隐山六洞、牧马老人、观音峰。

## 嫦娥五易九马图
嫦娥画《九马图》的传说。涉及到了雷劈山、猴子抱西瓜、九峰山。

## 螺女逃婚
螺女逃婚的传说。涉及到了美女梳妆、螺蛳山、美女峰。